# Відтирання корисних копалин

Схема збагачення кварцового піску

Відтирання корисних копалин — спеціальний метод збагачення корисних копалин. Відтирання застосовується при переробці скляних пісків, гірського кришталю, польових шпатів, хромітових концентратів, при підготовці до флотації вугілля. При відтиранні відбувається інтенсивний знос поверхні частинок, внаслідок чого видаляються плівки, які погіршують процес збагачення або якість мінералу.
Відтирання мінералів від забруднюючих плівок проводять механічним, ультразвуковим і комбінованим способами.
Механічним способом можна очищати тільки відкриту поверхню мінералу. Ультразвуковий спосіб відтирання дозволяє видаляти плівки з мікротріщин. Комбінація цих двох способів дозволяє досягати високого ступеня очищення. Інтенсифікація процесів відтирання може бути досягнута хімічним розчиненням плівок. Найбільш широко відтирання застосовується при збагаченні кварцу.
Відтирання може здійснюватися у флотаційних машинах або у відтиральних машинах ОМ-1220/2.4, ОМ-1000/1, ОМ-600/0.28.
Для зниження мікротвердості кварцу і лімоніту при відтиранні застосовують поверхнево-активні речовини (ПАР): хлористий натрій, кальциновану соду.
На рисунку наведена схема збагачення кварцового піску, де відтирання є основною збагачувальною операцією. Збагачення полягає в зниженні вмісту оксиду заліза на поверхні зерен кварцу від 0.13 до 0.08 % (1-й сорт). Отримання кварцового піску вищого сорту вимагає застосування флотації, магнітної сепарації, хімічного збагачення (Киштимський ГЗК, Росія).